# Băile Herculane
Băile Herculane (en húngaro: Herkulesfürdő) es una ciudad con estatus de oraș en el distrito de Caraş-Severin, Banat, Rumania. Tiene una población de 6019 habitantes. Es uno de los más importantes balnearios del país y también es uno de los lugares más turísticos de toda la provincia.

## Geografía
La ciudad está situada en la valle de Cerna a 5 kilómetros de carretera E70 que une Bucarest con el oeste del país, también se puede acceder a través del Danubio Danubio en barco y por tren. Los aeropuertos más cercanos están en Timişoara (aeropuerto internacional) y en Caransebeş.Tiene un gran paisaje rural y además conserva edificios importantes. 

## Balneario
El balneario está situado en la parte suroeste del país a 8 km de la frontera con el distrito de Mehedinţi y a 25 km de la frontera con Serbia.

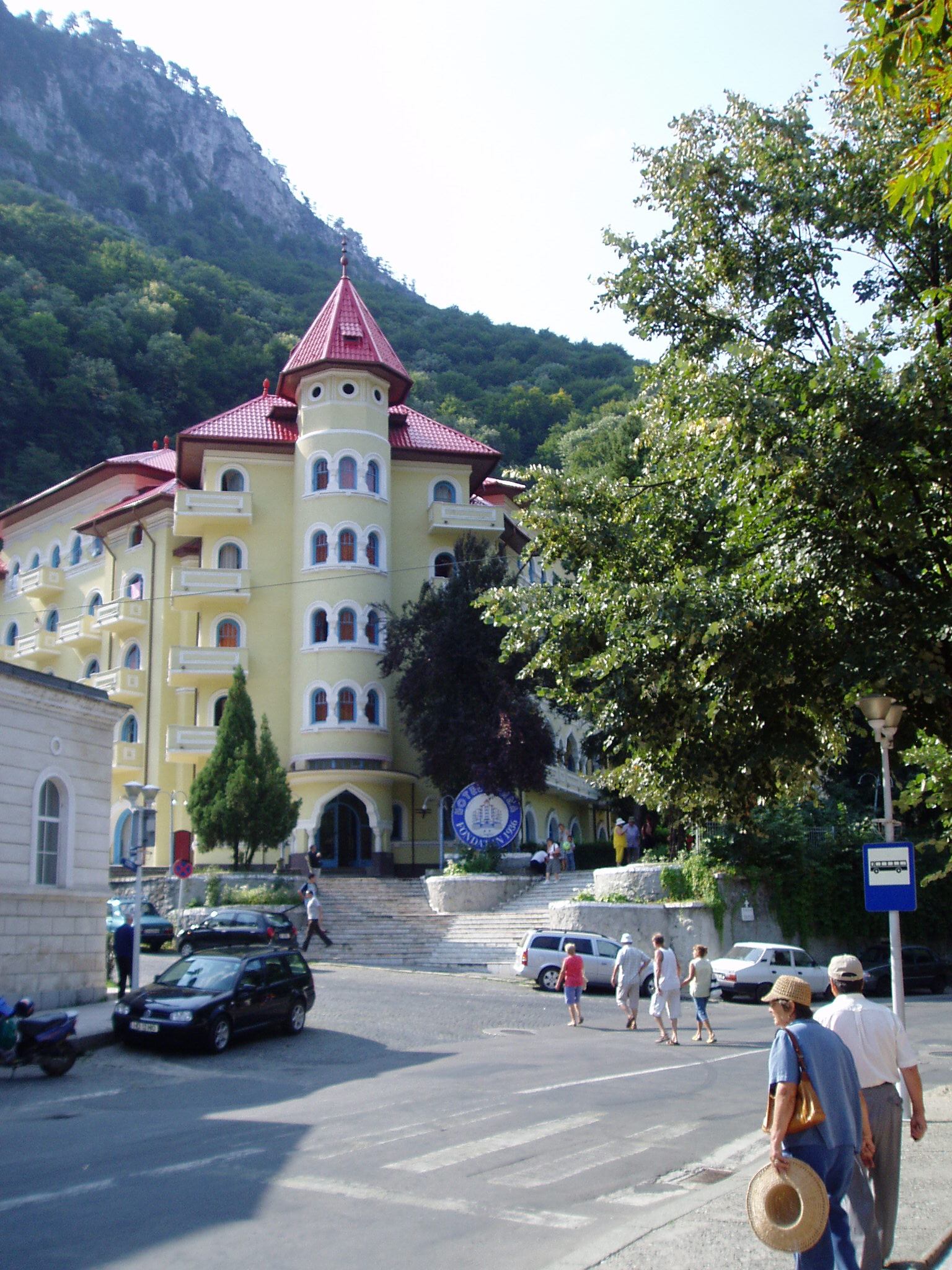
Hotel Cerna

En el año 102 el emperador Trajano fundó aquí por la primera vez un balneario bajo el nombre de Ad aquas Herculis sacras ad Mediam.Los romanos construyeron aquí templos, baños, monumentos y estatuas.
Los factores naturales:
- Clima de depresión intramontañosa, con influencias mediterráneas
- Aguas minerales iSotermales e hipertermales(38°-60 °C), con baja radioactividad, hipotonas con varias composiciones químicas:

S, Cl, Ca, Na o Cl, Na, Ca o con oligominerales.
Posibilidades de tratamiento:
- aerohelioterapia
- baños termales al aire libre
- baños termales en agua salada o rica en azufre.
- tratamientos internos con aguas minerales
- sauna, electroterapia, kinetoterapia, hidroterapia, hidrokinetoterapia.

## Lugares turísticos
- Las ruinas de los baños romanos
- las cuevas de Peştera Hoţilor(Grota Haiducilor), Grota cu Aburi, Crucea alba.

## Demografía
Según el censo del año 2002, en Băile Herculane habitaban 6019 personas de las cuales 623 vivían en la población de Pecinişca que está dentro del término municipal de Băile Herculane. El 97% de la población de la ciudad está compuesta por étnicos rumanos. El 98,25% de sus habitantes pertenecen a la Iglesia Ortodoxa Rumana.